# Marquesado de Selva Alegre
El marquesado de Selva Alegre es un título nobiliario español concedido por Fernando VI el 13 de julio de 1747 a Juan Pío de Montúfar y Frasso, caballero de la Orden de Santiago, natural de Granada y vecino de la ciudad de Quito, capital de una de las reales audiencias que integraban el virreinato de Nueva Granada. Su actual titular es Alfonso Bullón de Mendoza, octavo marqués.
Juan Pío de Montúfar y Frasso había ostentado diversos cargos administrativos en los concejos municipales de Arequipa y Cumaná, ciudad esta última en la que siendo corregidor repelió el desembarco de las tropas inglesas del almirante George Anson. La gran riqueza que acumuló en América, a la que llegó con solo trece años, y sus contactos familiares en la corte, hicieron posible que Montúfar obtuviera en Madrid en 1747, además del marquesado de  Selva Alegre, el cargo de presidente de la Real Audiencia de Quito. Montúfar y Frasso constituyó, además, un mayorazgo de sus propiedades tanto en España como en Quito, autorizado mediante Real Cédula expedida por el rey Carlos III el 24 de noviembre de 1759.
No obstante, el titular más conocido de este marquesado es su hijo, Juan Pío de Montúfar y Larrea, II marqués de Selva Alegre, caballero de la Orden de Carlos III, que fue en 1809 presidente de la Primera Junta de Gobierno Autónoma de Quito. Casó con su prima segunda Teresa de Larrea, con la que tuvo, entre otros hijos, a Carlos de Montúfar y Larrea, destacado héroe independentista latinoamericano, responsable de la efímera independencia del Estado de Quito (1811-1812) y posteriormente comandante de los ejércitos de Simón Bolívar. Otra de sus hijas, Rosa de Montúfar y Larrea, es actualmente considerada una heroína ecuatoriana.
Durante el conflicto que provocó que la antigua Audiencia de Quito se emancipara de la corona española, Joaquín de Montúfar y Larrea, III marqués de Selva Alegre e hijo del anterior titular, teniente coronel de infantería en la península, se mantuvo fiel al bando realista y permaneció en Madrid como ayuda de cámara del rey Fernando VII, quien lo nombró caballero de la Orden de Carlos III. Joaquín se casó con María de los Dolores García-Infante y Vallecillo, natural de San Roque (Cádiz), hija de un auditor de Guerra y oidor la Audiencia de Sevilla y hermana de un abogado de los Reales Consejos.
Los sucesivos titulares del marquesado de Selva Alegre residieron en Madrid y fueron miembros destacados de la corte española durante los reinados de Isabel II, Alfonso XII y Alfonso XIII hasta principios del siglo XX, cuando el título quedó vacante por falta de descendencia en la línea de los Montúfar.
En abril de 1914 el título fue rehabilitado en la persona de Beatriz de Mendoza y Esteban, quién lo reclamó por ser descendiente de María Teresa de Montúfar y Frasso, una hermana del primer marqués. Mendoza se casó en 1922 con el historiador y geógrafo Eloy Bullón Fernández, destacado político del partido conservador, con quien tuvo al actual titular del marquesado, su hijo Alfonso, catedrático de Geografía e Historia y padre del también historiador Alfonso Bullón de Mendoza y Gómez de Valugera

## Titulares

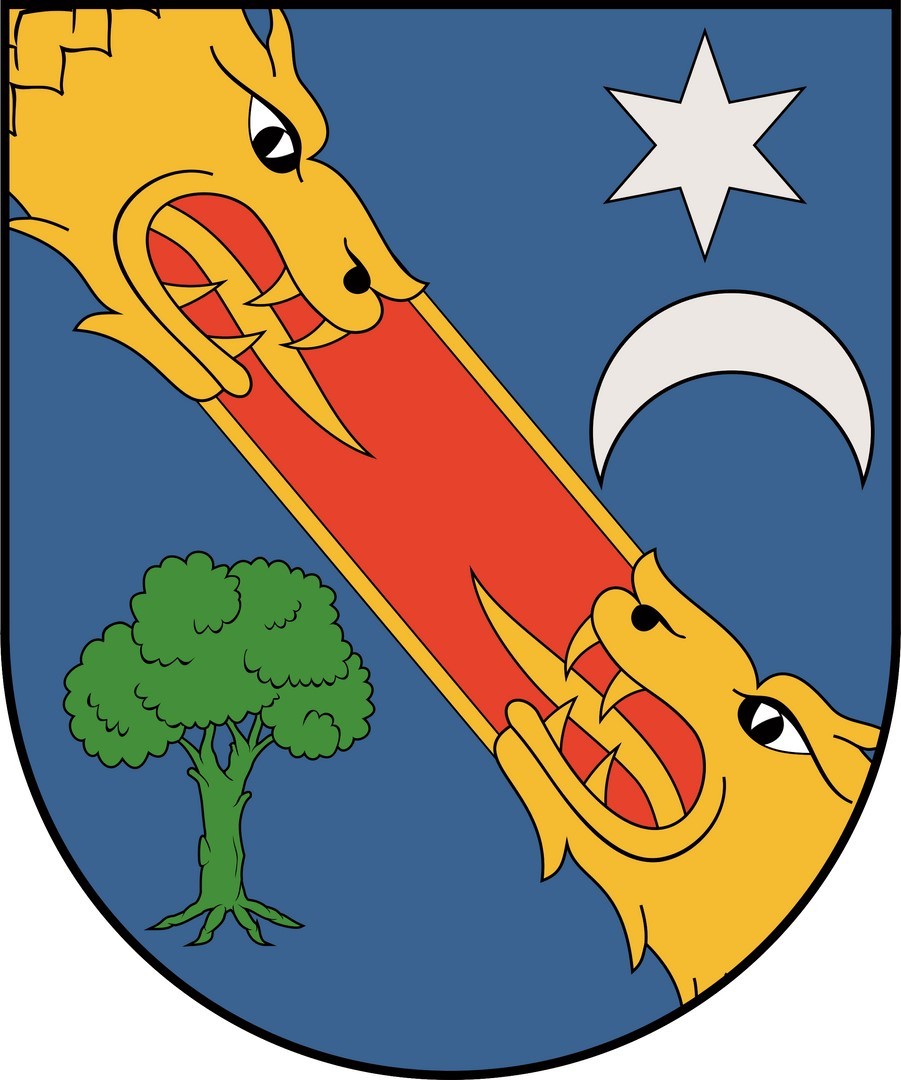
Escudo heráldico de los Montúfar.

|                                 | Titular                               | Periodo                                  |
| Creación por Fernando VI        | Creación por Fernando VI              | Creación por Fernando VI                 |
| ------------------------------- | ------------------------------------- | ---------------------------------------- |
| I                               | Juan Pío de Montúfar y Frasso         | 1747-1761                                |
| II                              | Juan Pío de Montúfar y Larrea         | 1761-1819                                |
| III                             | Joaquín de Montúfar y Larrea          | 1819-1850                                |
| IV                              | Juan Pío de Montúfar y García-Infante | 1854-1879                                |
| V                               | Virginia de Montúfar y Mira-Perceval  | 23 de marzo de 1880- 2 de julio de 1880. |
| VI                              | Carolina de Montúfar y Mira-Perceval  | 1880-1914                                |
| Rehabilitación por Alfonso XIII |                                       |                                          |
| VII                             | Beatriz de Mendoza y Esteban          | abril de 1914-1970                       |
| VIII                            | Alfonso Bullón de Mendoza             | 1970-actualidad                          |